# Фрідріх фон Денгофф
Фрідріх фон Денгофф (*Friedrich von Dönhoff, 24 травня 1639 —16 лютого 1696) — державний і військовий діяч Бранденбург-Пруссії. засновник прусської гілки роду Денгофф.

## Життєпис
Походив з німецько-ливонського шляхетського роду Денгоффів власного гербу. Молодший син Ернеста Магнуса Денгоффа, воєводи перновського, і Катерини фон Дона. Народився 1639 року. У 1642 році після смерті батька отримав замок Вальдау в герцогстві Прусському.
1664 року в Келльні (сучасний Кельн-на-Шпреї) оженився на представниці баронського роду фон Шверін. У 1666 році остаточно оселяється в Пруссії, перейшовши на службу до курфюрста Фрідріха-Вільгельма I як герцога Пруссії (цим остаточно непоривав з Річчю Посполитою, оскільки Пруссія було залежним від неї герцогством). Замість Вальдау, який заклав прусському герцогу, купив за 25 тис. талерів замок в долині річки Преголя, в 20 км від Кенігсберга, що перейменував на Фрідріхштайн. З цього часу прусських Денгоффів стали також звати Денгофф-Фрідріхштайн.
18 травня 1667 Денгоф поступив до війська Брандунбург-Пруссії, отримавши чин підполковника і коменданта полку. 1668 року отримав звання полковника і посаду шефа полку. У 1673 році представляв бранденбурзького курфюрста Фрідріха Вільгельма I на елекційний сейм Речі Посполитої після смерті короля Міхала Корибута Вишневецького.
1678 року стає генерал-майором прусської армії. 18 липня того ж року був призначений губернатором Мемеля. 1684 року одержав чин генерал-лейтенанта. У 1688 році став обер-камергером, увійшовши до таємної і військової ради при курфюрсті. У 1692 році був призначений комендантом Мемельської залоги. Помер на посаді у 1696 році.

## Родина
Дружина — фрейліна Елеонора Катерина, донька Отто фон Шверін
Діти:
- Отто Магнус (1665—1717), генерал-лейтенант і міністр королівства Пруссія
- Богуслав Фрідріх (1669—1742), генерал-майор Бранденбург-Пруссії
- Ернест Владислав (1672—1729), генерал-лейтенант Бранденбург-Пруссії
- Елеонора (1674—1726), дружина фельдмаршала Ганса Альбрехта фон Барфуса
- Олександр (1683—1742), генерал-лейтенант королівства Пруссія
- Луїза Шарлотта (1673—д/н)
- Вільгеміна (1680—д/н)
- Юліана Доротея (1682—1733), дружина Йоганна Людвига фон Шенінга
- Фрідріх Вільгельм (1687—1738)